# Męk

herb Męk w stylizacji Tadeusza Gajla

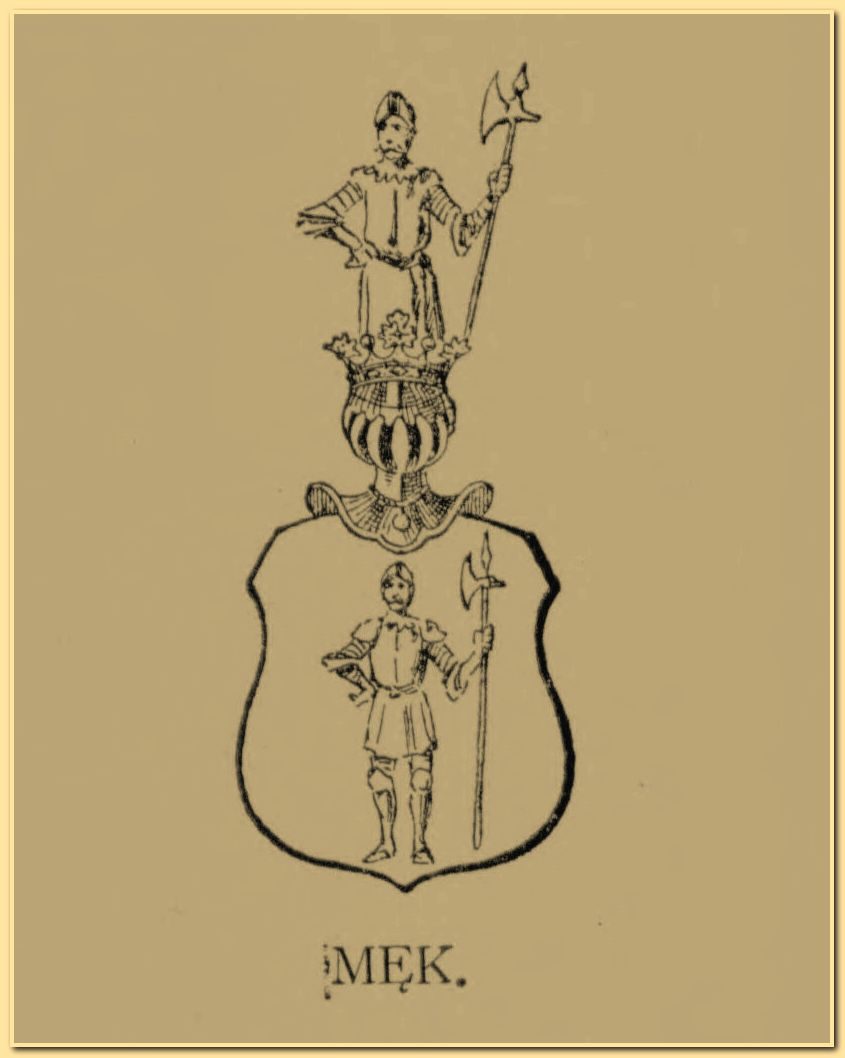
herb Męk według Juliusza Ostrowskiego

Męk – polski  herb szlachecki.

## Opis herbu
Opis herbu z wykorzystaniem klasycznych zasad blazonowania:
W polu czerwonym mąż  zbrojny z halabardą.
Klejnot – mąż zbrojny z halabardą
Labry – czerwone, podbite srebrem.

Opis herbu z Herbarza Kaspra Niesieckiego: 

Powinien być mąż zbrojny stojący, w lewej ręce włócznią prosto żeleźcem do góry obróconą, a dołu  aż tykającą, trzymający, prawą pod bok się podpierający, twarz u niego pełna, to jest obie oczy widać, na hełmie takiż mąż.

Opis Juliusza Ostrowskiego: 

W polu srebrnem, mąż zbrojny z halabardą. Nad hełmem w koronie pół takiegoż męża.

## Wzmianki historyczne
Niesiecki wspomina, że herb ten widział i że pieczętował się nim Męk, deputat trybunału litewskiego (1679). Juliusz Ostrowski w Księdze herbowej rodów polskich wysunął hipotezę, że herb Męków jest pochodzenia szwajcarskiego. Niemal identycznego herbu według herbarza Rietstapa  używał ród Mech z Bazylei.

## Herbowni
Zgodnie z najstarszymi przekazami historycznymi, herb ten, jako herb własny, powinien przysługiwać tylko jednej rodzinie herbownych:
Męk.
Tadeusz Gajl wymienia tego herbu jeszcze nazwiska Mietkowski i Rubinkowski. 
Rubinkowscy to rodzina mieszkająca w Prusach i Wielkopolsce, znana od pierwszej połowy XVIII wieku, z której Franciszek wylegitymował się w Królestwie Polskim w 1843 z herbem Męk. Biorąc pod uwagę fakt, że Męk był herbem własnym, oraz fakt, że przy potwierdzaniu szlachectwa w zaborze rosyjskim dochodziło do licznych przekłamań i nadużyć, informację o przynależności tego nazwiska do herbu Męk, należy traktować z niepewnością.